# Родриго Ронсеро
Родриго Ронсеро (енгл. Rodrigo Roncero; 16. фебруар 1977) бивши је аргентински рагбиста. По образовању доктор, висок 178 цм, тежак 110 кг, у каријери је играо за Глостер (15 утакмица, 15 поена) и Стад Франс(194 утакмица, 70 поена). Са Стад Франсом је освојио титулу првака Француске 2007. За репрезентацију Аргентине дебитовао је 15. септембра 1998. у мечу против Јапана. Играо је на 3 светска првенства (2003, 2007 и 2011). Опроштајни меч је одиграо против Аустралије 6. октобра 2012. За репрезентацију Аргентине укупно је одиграо 55 мечева и постигао 30 поена. Највећи успех са репрезентацијом остварио је 2007. када је Аргентина освојила бронзу на светском првенству, које је одржано у Француској. У својим најбољим годинама био је стуб светске класе.